# Világvégével kapcsolatos jóslatok

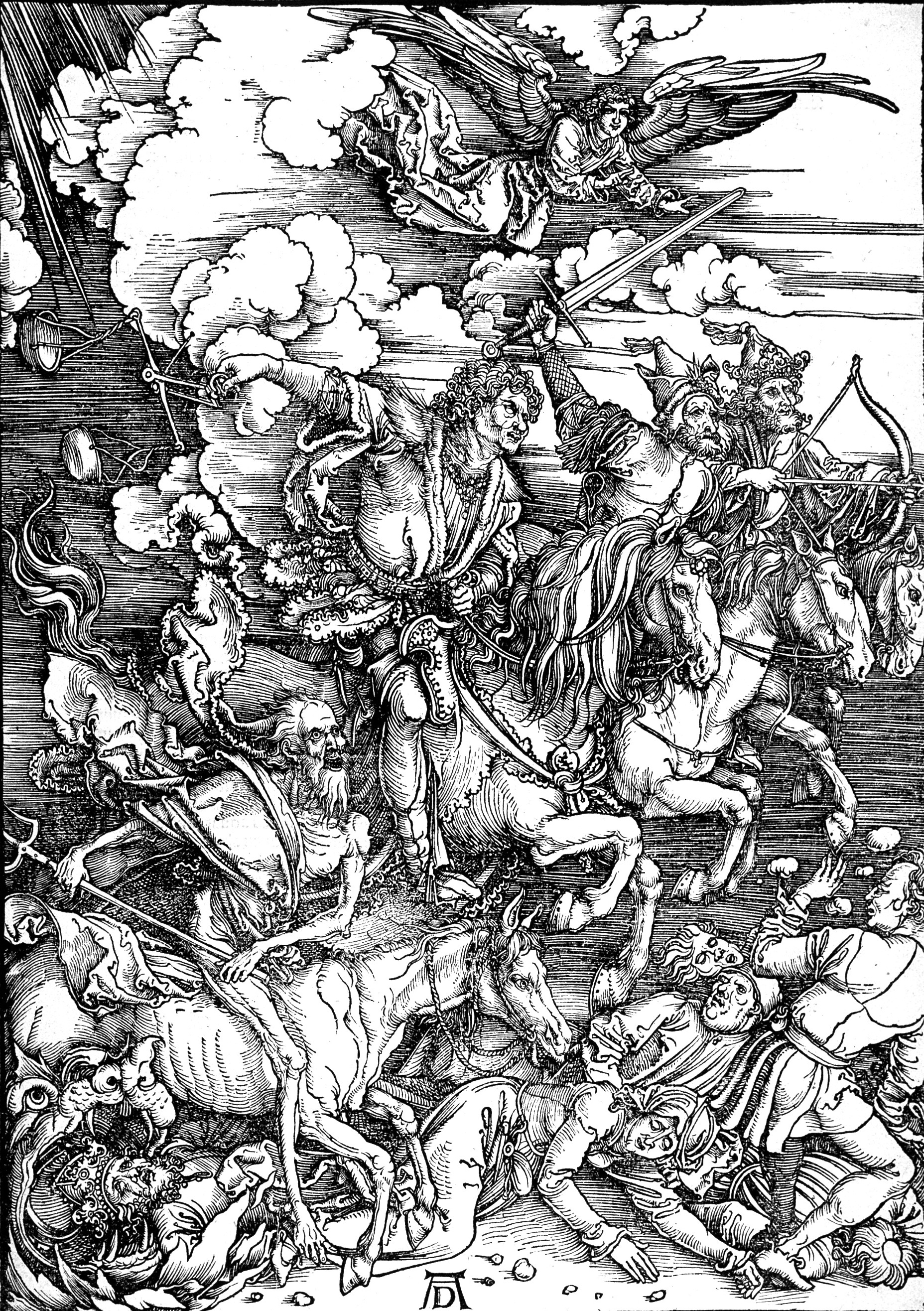
Albrecht Dürer: Az Apokalipszis 4 lovasa

A különböző kultúrák mind másféleképpen képzelik el a világvégét.

## Világvége és vallások

### Az aztékok
Az aztékok 5 olyan világkorszakról beszéltek, ahol a pusztulás után a Föld újra benépesül. Az első vége az volt, hogy az embereket jaguárok falták föl; a másodikban életben maradtak, de majmokká változtak; a harmadikban tűzeső, míg a negyedikben özönvíz végzett velük. Az ötödik korszak embereinek pusztulását majd földrengések okozzák (ez még hátravan).

### Brahmanizmus
A Brahmanizmus az ismétlődésben hisz és 4 világkorszakról beszél. Ez a 3 440 000 éves aranykorral kezdődik, aztán átmegy a 720 000 éves ezüstkorba, aztán az 540 000 éves bronzkorba, majd a 360 000 éves vaskorral végződik (ebben a korban élünk mi is Kr. e. 31 020 óta)

### Zsidó vallás
Isten megteremtette a világot és arról is intézkedett, hogy meddig állhat fenn. A bibliából különböző feltevéseket lehet kiolvasni arról, hogy a világ végül mikor ér véget.

## Kereszténység
„Azt a napot és azt az órát senki nem tudja, sem az egek angyalai, sem a Fiú, csak az Atya" (Máté 24:36, 42).

### Jehova tanúi
A Szent Írásra és a Vezetőtestületre hivatkozva azt vallják, hogy lesz egy nagy, mindent eldöntő összecsapás (Armageddon), ami rengeteg halottal jár majd és megtisztítja a világot, ami idilli kertté változik (Jel 16:15,16). Nem lesz majd öregedés, sem betegségek és a halál is ismeretlen fogalom lesz (Jel 21:4). Az öregek fokozatosan fiatalodnak meg, és a betegek, fogyatékosok fokozatosan gyógyulnak meg. A fogalom eredete a megiddói csatára vezethető vissza.

### Az antikrisztus szerepe
Az apokalipszissel a gonoszság is a világra kerül, ami sárkány alakjában megöli a szenteket és Istennek tettetve magát felfordulást hoz. Megtéveszti a Föld lakóit csodajelekkel, így az emberek elkezdik őt imádni. Ráveszi őket arra, hogy bálványokat építsenek neki és imádják.
"Gyermekeim, itt az utolsó óra, és mint hallottátok, hogy eljön az antikrisztus, most sok antikrisztus támadt" Így írt János apostol az antikrisztusról az első levelében.

## Be nem teljesült jóslatok

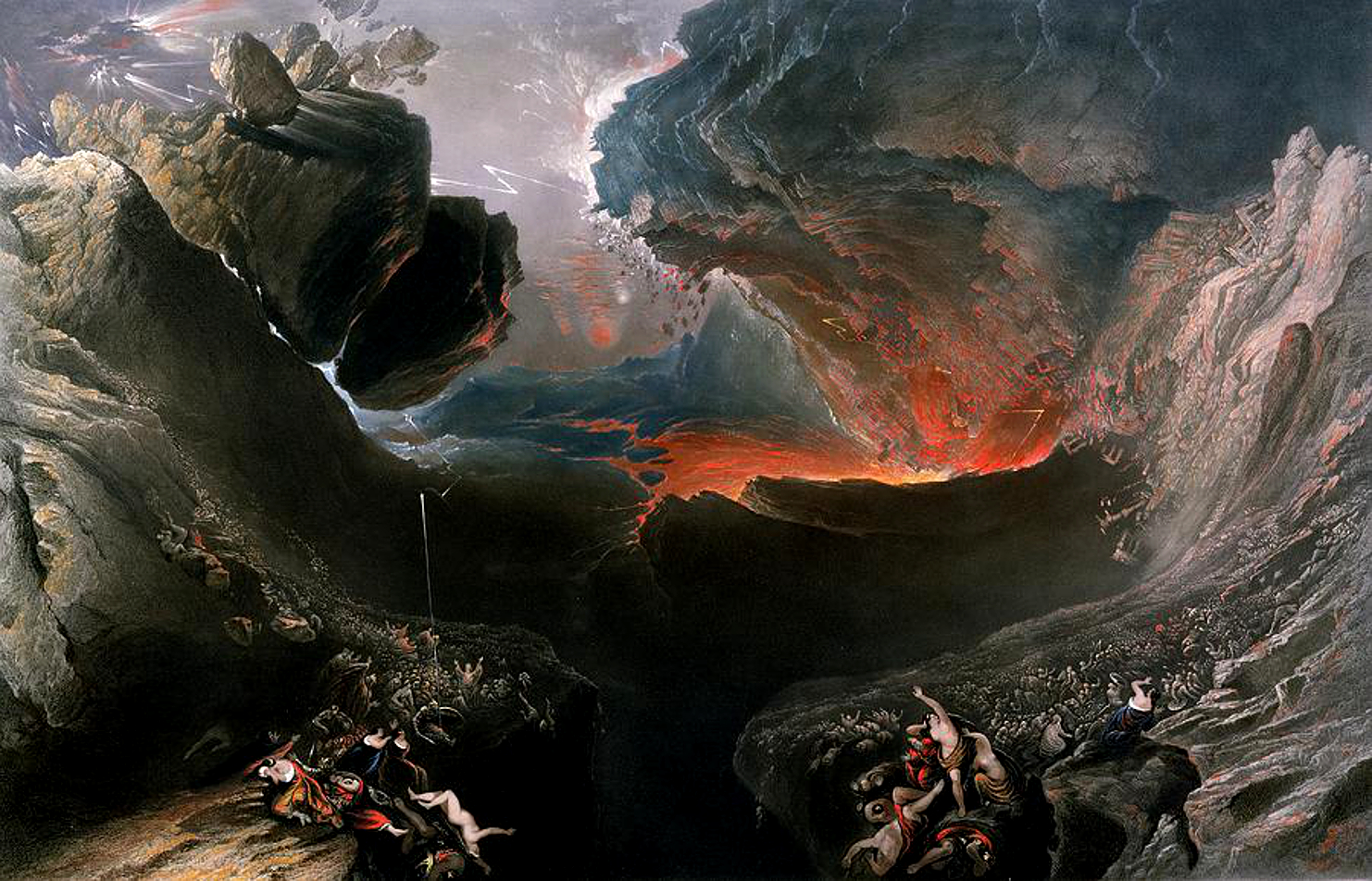
John Martin: A harag nagy napja (1853)

### 992
960-ban a tudós Thüringiai Bernát okozott Európában nagy ijedelmet azzal a bejelentésével, hogy számításai szerint a világ még 23 évig fog tartani. Saját halála (992) később következett be a megjósolt nagy esemény időpontjánál.

### Első ezredforduló
Bár elterjedt nézet szerint a kora középkori keresztény apokaliptikus tanok nyomán 1000-ben általános világvégevárás, ill. pánik uralkodott el Európában, Hahner Péter történész szerint azonban ez valószínűleg egy történelmi tévhit, ami a reneszánsz korban alakult ki, a világvégevárás léte, mértéke, és jellege (pánik vagy öröm) bizonytalan.
Rodulfus Glaber 1000 elején így írt: "Post mille annos solvetur Satanas." (Ezer év múlva szabadul a Sátán). Egy corbiai, Druthmare nevű barát a Föld teljes pusztulásának napjául 1000. március 25-ét jelölte meg, mikor is a nép a templomokba tódult, és a szentek ereklyéinek közelében várta rettegve az utolsó ítélet jeleit.
Korabeli híradások szerint az utolsó évben a földet nem művelték meg, mivel a terményre úgysem lesz szükség. Az Encyclopedia of Superstitions (A babonák enciklopédiája) szerint akkoriban a hivatalos iratok mind így kezdődtek: „Ahogy a világ vége közeledik..." (appropinquanto mundi termino). A világvége-várást több 19. századi antiklerikális író a papok mohóságának tulajdonította. A magyar történelemoktatásban jelen van az a nézet, miszerint 1000 körül forrongott Európa és mindenütt világvége-hangulatban éltek az emberek. Szent István koronázása időpontjának meghatározásakor is figyelembe vették a korabeli világvége-hangulatot, és szándékosan a jósolt időpont utánra időzítették a koronázást.
Azonban erősen kétséges, hogy a későbbiekben sokszor emlegetett pánik valóban tapasztalható volt-e. Bizonyos bibliai apokrifek értelmezései szerint az utolsó ítélet (és feltehetően a világ vége is) 1000 évvel Jézus Krisztus születése után következik be, bár konkrétan sehol nincs említés az időpontról. S. Weinfurter heidelbergi professzor pedig egyenesen azt állítja: pánik helyett, legalábbis Németország területén, inkább a várakozás és az összetartozás hangulata erősödött, az emberek igyekeztek minél több jót tenni (pl. templomépítési láz vette kezdetét), hogy az elkárhozást kerüljék.
Hahner Péter rámutat továbbá arra, hogy a keresztény időszámítást csak ekkoriban kezdték bevezetni Kelet-Európában, és nyugaton sem volt egységes az év kezdő időpontja. Ráadásul a jobbágyok műveletlen tömegei nem is voltak tisztában az aktuális évvel. Valójában inkább optimista hangulat uralkodott el az embereken, mivel véget értek a normann, szaracén és magyar támadások, és a lassú gyarapodás korszaka következett.
A dátumnak két variációja ismert. Az egyik szerint 999-ben, a másik szerint 1000 végén kellett volna eljönni a világvégének. A 999-es dátum azonban csak a háromjegyű évszám négybe fordulásával kapcsolatos, az 1000 év Jézus születése után az 1000. évben, december 24-én telt volna el (a szentévek és a századfordulók a befejezett ciklushoz kapcsolódnak) – már ha helyes lenne Jézus születésének ismert dátuma, a 0. év december 24-e (bővebben lásd: kronológia). Valójában a középkorban sokszor beszéltek a világvége eljöveteléről, így az emberek egyre kevésbé figyeltek fel rájuk. Gyakrabban kötötték ezt a lehetőséget olyan jelentős eseményekhez, mint a pestis, az éhínségek vagy a különböző inváziók.

### 1186. szeptember
1179-ben Juan de Toledo asztrológus pamfletet tett közzé, miszerint a világnak akkor lesz vége, amikor minden (akkor ismert) bolygó a Mérleg csillagképben fog tartózkodni. (Ha ebbe a követelménybe beszámítjuk a Napot is, akkor ennek az eseménynek szeptember 23-án 16:15-kor kellett volna bekövetkeznie greenwichi idő szerint (vagy ugyanabban az órában az új naptár szerint október 3-án). A bizánci császár befalaztatta palotája ablakait, az angliai Canterbury érseke pedig vezeklési napot hirdetett meg. Bár a bolygók említett együttállása megtörtént, a világvége elmaradt.

### 1524. február 1.
Ez volt a legdrámaibb özönvizes világvége-jóslat. 1523 júniusában brit asztrológusok megjósolták, hogy a vég Londonban fog kezdődni, óriási árvízzel. Az elméletet Johannes Stöffler állította fel, a Tübingeni Egyetem matematikatanára, aki szerint a Jupiter, a Szaturnusz és a Mars bolygó a Halak csillagképben állnak majd együtt. Európa számos egyetemén erősítették meg a számításokat. Több mint 20 ezer ember elmenekült otthonából, a Saint Bartholomew főapátja erődöt építtetett magának, amelyben két hónapra elegendő élelmet és ivóvizet halmozott fel. Az özönvízre váró emberek hatalmas élelmiszerkészleteket halmoztak fel, nemegyszer fosztogatással. A gazdagabbak a hegyekbe menekültek vagy bárkákat építettek udvaraikon. Ezen a pánikhangulaton már nem változtatott az sem, hogy Augustinus Niphus, X. Leó pápa kedvelt írója könyvet írt a Stofler-jóslat ellen, mivel V. Károly a Szentszékhez fordult tanácsért.
Amikor eljött a rettegett dátum, még csak egy aprócska zápor sem volt tapasztalható. A műkedvelő asztrológus brandenburgi választófejedelem a számításokat átnézve arra a következtetésre jutott, hogy az özönvíz másfél év múlva Poroszországot sújtja majd. Más asztrológusok az ellenőrizések után bejelentették, hogy száz évet tévedtek. (1624-ben ugyanezen a napon az asztrológusokat ismét csalódás érte, mivel szárazság volt, és mindenki élve maradt.)

### 1584
A csehországi Leowitz asztrológiai számításokkal, a Jupiter és a Szaturnusz együttállásával „bizonyította”, hogy a világ végének 1584-ben, december 31-én kell bekövetkezni. Állítása Csehországban tömeghisztériát idézett elő.

### 1666–1711
Ismeretlen angol szerző, aki a J. W. monogrammal jelölte magát egy 1665-ben megjelent könyvben (Romae ruina finalis anno Domini 1666, London, 1665) az Antikrisztus számából (666) kiindulva 1666-ra tette a világvégét. Az Antikrisztust VII. Sándor pápa személyében jelölte meg. Ezt számmisztikával igazolta, miszerint az Alexander episcopus Romae cím betűinek számértéke pontosan 1666-ot ad ki. Ez évben szerinte a katolikus egyház pusztult volna el, majd Dániel könyvének utolsó szakasza szerint – amelyben a világvége az Antikrisztus eljövetele után 45 évvel következik be – a világ más részei 1711-ben omlanak össze. A könyvnek nem volt túl nagy hatása a kortársakra.

### 1844. március 14.
William Miller, a millerita szekta alapítója 1832-től prédikált az 1844. március 14-én bekövetkező világvégéről. Látomásai nem igazolódtak be, bár hívei hittek neki. Az elmaradt világvége után közölte híveivel, hogy Isten máskorra halasztotta az utolsó ítéletet.

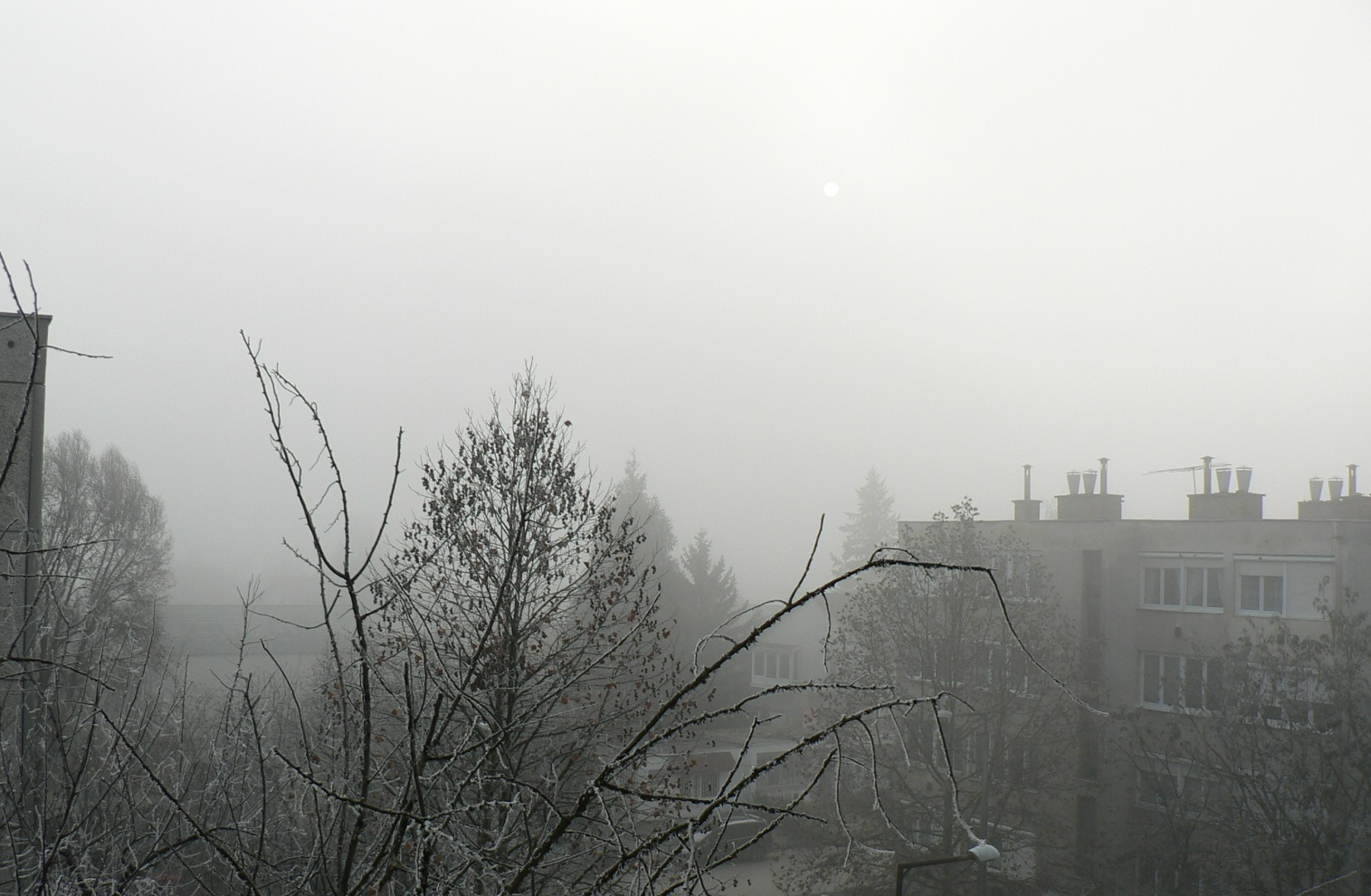
Nehezen ugyan, de a "világvége" reggelén is feljött a nap (2012. december 21.)

### 2012. december 21.
Ezen a napon véget ért a maja időszámítás tizenkettedik, baktunnak nevezett négyszáz éves ciklusa, ezért sokan azt hitték, hogy ezen a napon jön el a világvége, de legalábbis egy új korszak kezdődik.

### Nibiru
A Nibiru bolygó az összeesküvéselmélet-hívők körében volt népszerű, feltételezésük szerint a Nibirunak 2012-ben keresztezni kellett volna a Föld pályáját, összeütközve vele, ezzel bolygónk pusztulását okozta volna.

### Ragnarök
2014. február 22. A skandináv mitológia tanulmányozói szerint ekkor kellett volna bekövetkezzen a Ragnarök.

## Várható világvége

### 2060
Isaac Newton pár éve nyilvánosságra került levelezéséből kiderül, hogy szerinte a világvége 2060-ban érkezik el.
Isaac Newton a fizikán kívül – a kor szokásainak megfelelően – bőven foglalkozott asztrológiával is. Ennek keretében pedig nemcsak a bolygók pályáját és azok hatásait vizsgálta, hanem kutatta a világvége lehetséges időpontját is.
Newton 1704-es keltezésű levelét a jeruzsálemi Héber Egyetemen őrzik. A tudós a Bibliából Dániel könyvét használta fel az apokalipszis dátumának kiszámításához, bár pontosan nem tudni, mely részeket. A levélben megemlíti, elképzelhető, hogy a világnak később lesz vége, de annak nem látja okát, hogy előbb következzen be.

### 2182
Az 1999-ben felfedezett, 560 méter átmérőjű 101955 Bennu kisbolygó becsapódását spanyol tudósok ekkorra jósolják.